# Площадка молодняка Московского зоопарка

Питомцы площадки молодняка 1939 г. тигрёнок Сиротка и медвежонок Фомка на обложке брошюры, выпущенной к 75-летию Московского зоопарка

Площадка молодняка Московского зоопарка — экспериментальная экспозиция совместного содержания детёнышей разного вида животных, организованная в 1933 году Верой Чаплиной при поддержке профессора П. А. Мантейфеля. Пользовалась большой популярностью у посетителей, просуществовала в Московском зоопарке более 40 лет и послужила примером для создания подобных площадок в других зоопарках.

## История создания
Площадка молодняка была создана по личной творческой инициативе Веры Чаплиной, при этом появление в Московском зоопарке такой формы содержания молодняка стало следствием ряда объективных причин.
Главной из них была необходимость искусственного выхаживания и воспитания многочисленных детёнышей-отказников, а также молодняка, в большом количестве поступавшего в те годы в зоопарк от охотников и дарителей. Размножение диких животных в неволе и сохранение потомства всегда было очень сложной задачей. Однако в 1930-е годы в Московском зоопарке не только остро не хватало технической базы и квалифицированных специалистов, чтобы добиваться приплода редких животных, но и слишком высока была смертность рождавшегося молодняка. Исходной и личной целью Чаплиной было её постоянное стремление спасать и выкармливать «тех звериных малышей, которые оставались без матери или которых приносили охотники». Но это стремление было ответом на объективно сложившуюся ситуацию в зоопарке, когда, добиваясь трудных успехов в спаривании редких диких животных, сотрудники постоянно сталкивались с тем, что матери до смерти затаскивают своих только что родившихся детенышей или отказываются их кормить. Поэтому часто приходилось идти на крайние меры и, отбирая детенышей у звериных матерей, выхаживать и воспитывать их самостоятельно. Так было с львёнком Кинули, тигрёнком Сироткой, леопардёнком Заботкой и с многими десятками других звериных малышей.
Забота о сохранении зверят требовала и удобной формы организации этой работы. «Раньше молодняк был разбросан по всему Зоопарку, и времени тратилось больше на беготню, чем на уход за молодняком. Тогда я задалась целью организовать площадку для молодняка, на которую собрать всех детенышей Зоопарка, воспитать их здоровыми и сделать так, чтобы разные животные мирно уживались друг с другом».
Ещё одна причина создания площадки совместного воспитания и приручения молодняка была связана с тем, что в начале 1930-х годов в стране активно организовывались новые зоопарки, цирки, зверинцы, возник повсеместный интерес к «живым уголкам» с ручными животными при детских учреждениях. Всё это создавало потребность не только в максимальном сохранении звериного потомства в таких крупных и уже сложившихся зоопарках, как Московский, но и в подготовке среди молодняка большого числа ручных животных на продажу и обмен. Эта потребность была немаловажной причиной, обеспечившей Вере Чаплиной поддержку руководства зоопарка и Моссовета в деле организации и обустройства первой площадки молодняка.
Первая площадка — «показательная выставка молодняка» открылась 21 мая 1933 года. Под неё отвели около 1000 кв. м.. «Площадку сделали на новой территории Зоопарка, разместив на ней клетки так, чтобы у каждого вида животных была своя отдельная клетка, а для общей прогулки — большая просторная площадка, огороженная сеткой и особым карнизом, чтобы животные не могли вылезти на волю. Кроме того, для каждого животного приготовили соответствующие игрушки и разные приспособления: козочкам — качели, медведям — трапеции с лесенками и шестами, львятам — большие шары, а для общих игр молодняка — качели, горку, мячи, „ваньку-встаньку“ ростом с медвежонка и много других игрушек. Был на площадке и бассейн, в котором в жаркие дни любили купаться зверушки. Одним словом, был устроен настоящий „детский сад“ звериных малышей с расписанием дня».

Щенки динго и медвежонок на горке. Вид с площадки молодняка на Остров зверей. 1930-е

О площадке молодняка много писали в отечественной и зарубежной прессе. 11 июля 1933 газета «The Singapore Free Press and Mercantile Advertiser» в заметке «Лев и ягнёнок играют вместе» сообщала:

«Необычная выставка открылась в Московском зоопарке – львята, медвежата, волчата, ягнята, козлята, поросята и крольчата вместе играют на травяной площадке, огороженной невысоким забором из сетки. Каждое утро ряд клеток, примыкающих к загону, открывают и зверят – всех вместе – выпускают на свободу. Волк и ягнёнок сперва подозрительно обнюхивают друг друга, а потом начинают кататься и играть на траве, не проявляя ни малейшего страха. Все звери на этой выставке, за исключением лисят и медвежат, родились в зоопарке. <...> Выставка открыта ежедневно и будет работать до тех пор, пока хищные животные не достигнут возраста, в котором начнут быть опасными для своих товарищей по играм. Московский зоопарк существует уже 65 лет, но эта выставка – первая в своём роде».
По итогам работы первого сезона экспериментальной площадки молодняка в «Бюллетене зоопарков и зоосадов» № 10 за 1933 год была опубликована статья помощника заведующего научно-исследовательским сектором зоопарка (П. А. Мантейфеля) Николая Александровича Мышецкого «Опыт показательного воспитания молодняка в Московском зоопарке». Согласно его данным, всего на площадке молодняка в первый сезон (он длился до середины сентября) «перебывало 77 животных: 4 львенка, 4 медвежонка, 4 динго, 11 поросят с матками, 11 енотовидных собак с маткой, 5 волчат, 6 лисят, 1 шакаленок, 3 барсучат, 3 щенков дом. собак, 2 ягненка с матками, 2 козленка, 1 тар, 20 крольчат». В результате неравномерного роста молодняка были образованы старшая и младшая группы, в старшую входили: 4 львенка, 4 динго, 2 львенка, 3 щенков дом. собак, 4 лисят, 4 волчат. Ярким и подробным репортажем о совместном проживании молодняка на площадке 1933 года стала дебютная книга Веры Чаплиной «Малыши с зелёной площадки» (1935) с натурными рисунками Дмитрия Горлова.

## Площадка молодняка в 1930-е годы

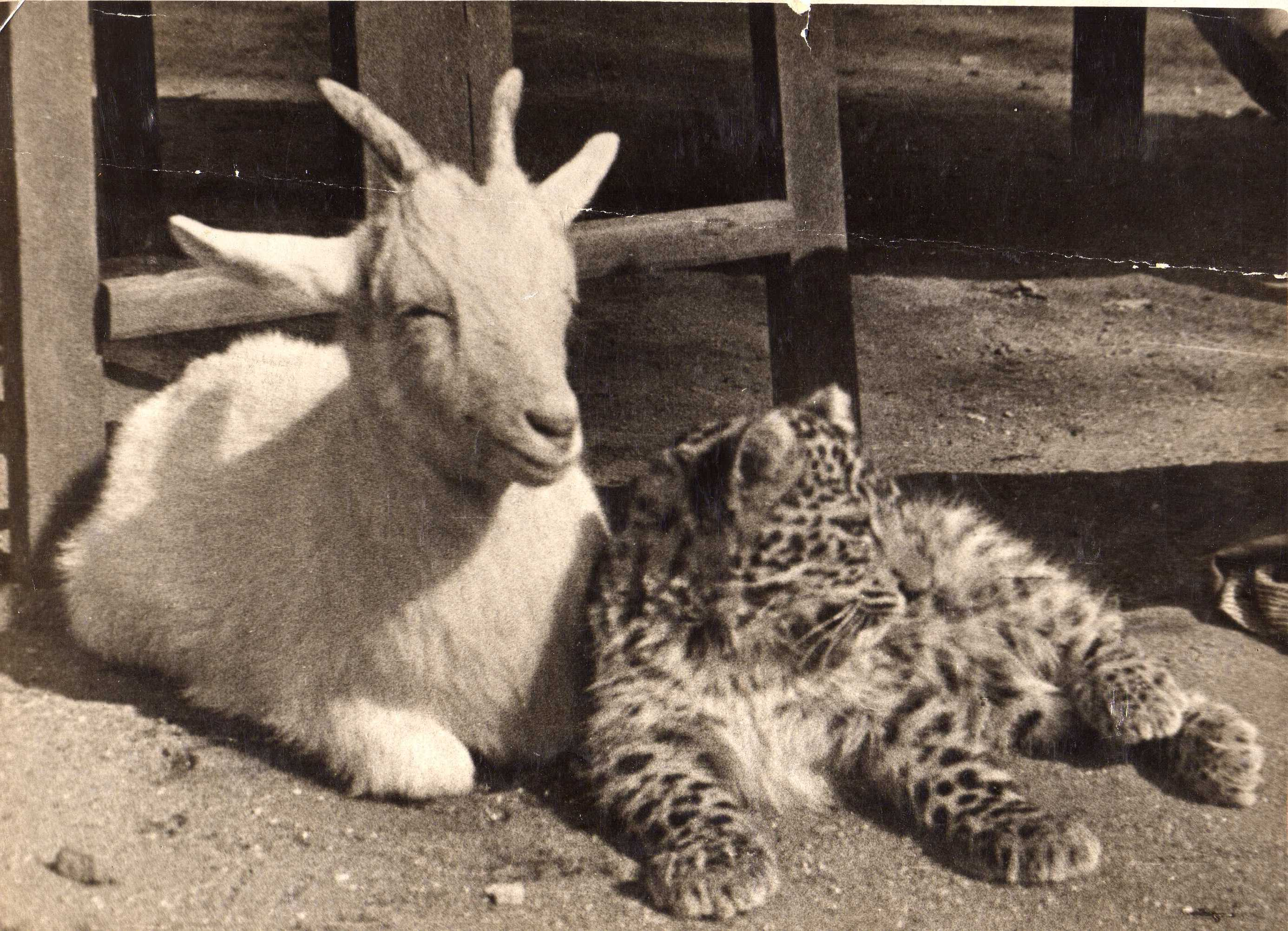
Леопардёнок Заботка и козочка на площадке молодняка. 1937. Кадр из серии диапозитивов «Мохнатый детский сад»

Эксперимент по совместному воспитанию детёнышей столь разных животных вызвал большой интерес зрителей, и просторная площадка молодняка, устроенная на Новой территории в тени высоких деревьев, рядом с Островом зверей, в 1930-е годы стала одной из визитных карточек Московского зоопарка. При этом работники площадки, понимая, насколько разные животные собраны здесь вместе, во время совместных прогулок привлекали к дежурству юннатов-кюбзовцев и старались моментально реагировать на любые проявления агрессии, разводить или отвлекать драчунов, составляли компании из равноценных по силе или ловкости зверят для совместных игр. Важно было, предоставив максимальную возможность для игровой, щенячьей борьбы, не давать включаться механизмам настоящей, взрослой охоты.
Довоенная площадка молодняка работала сезонно, с мая по октябрь, и в состав очередной смены «детского сада» поступали детёныши, рождённые в зоопарке зимой-весной или подаренные охотниками, лётчиками-полярниками и самыми разными людьми. Чаще всего это были медвежата, львята, волчата, лисята, щенки динго, еноты, козлята. В 1937 году на площадке содержались леопардёнок Заботка, росомахи Бимбо и Бомба, в 1939 году — тигрёнок Сиротка и белый медвежонок Фомка. Периодически на площадку поступал и молодняк более крупных видов млекопитающих, таких животных держали в отдельных загонах рядом с основной площадкой. В 1936 году это были слонёнок-подросток Володька и антилопа гну Жучок, в 1937 году — верблюжонок Бэби. По данным рабочих записей Чаплиной, в сезоне 1936 года на площадке молодняка содержалось почти 120 животных: «щенки динго (5), волчата (5), львята (2), медвежата обыкновенные (6), медвежонок гималайский, еноты уссурийские (8), козлята (4), ягнята (2), кошка с крысятами (1+3), кролики (14), белки разного возраста (6), слоненок, поросята (4), лосята (2), лисята (6), суслики (6), антилопа гну, винторогие козлята (2), сони (6), хомяки (9), „полувзрослые“ ежата (6), хорьки (5) и др.».

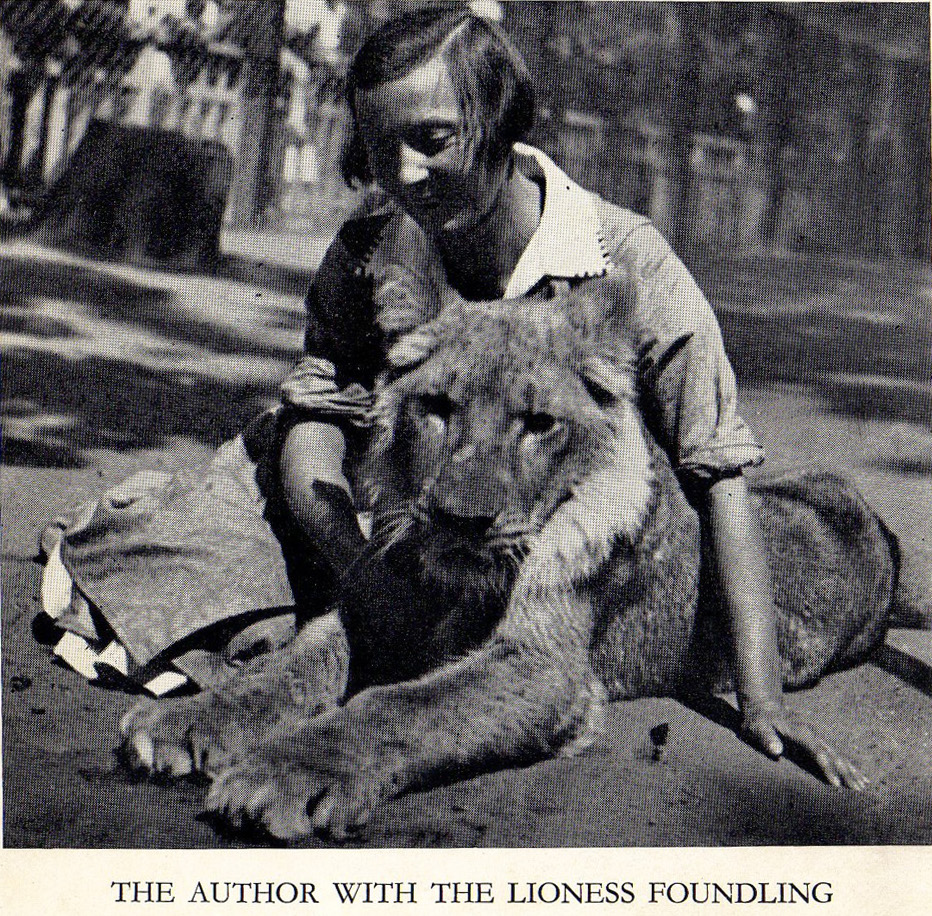
Вера Чаплина с львицей Кинули на площадке молодняка. Лето 1936 г. Фото из книги: Vera Chaplina. My animal friends (1939) London.

Своеобразным исключением из общего правила стало содержание в сезоне 1936 года при площадке молодняка годовалой львицы Кинули с её неразлучной спутницей шотландской овчаркой Пери. Это было сделано для того, чтобы львица, воспитанная Чаплиной в комнате городской квартиры, в течение первого лета могла ежедневно видеть свою воспитательницу и легче адаптироваться к совершенно непривычной для себя зоопарковской обстановке. Там же, на зелёной площадке, Чаплина выводила Кинули на прогулки, отдельно от молодняка.
К концу очередного сезона многие подросшие питомцы площадки молодняка передавались в другие зоопарки, цирки, зверинцы, живые уголки, а также использовались для зарубежного обмена животными. Это приносило в те годы немалый доход Московскому зоопарку, в котором существовала специальная служба, заключавшая договоры на продажу животных, и представители организаций-покупателей получали тех или иных воспитанников площадки. Для Чаплиной и её коллег массовая распродажа зверей по окончании первого сезона «выставки молодняка» стала тяжёлым испытанием, однако в конце концов им пришлось смириться с тем, что всех выращенных питомцев невозможно оставить в зоопарке, тем более, что вырученные средства помогали зоопарку решать многие насущные проблемы.
Из оставленных в Московском зоопарке выросших обитателей площадки молодняка периодически составляли смешанные группы привязавшихся друг к другу животных. Описывая мирную совместную жизнь на Острове зверей компании бывших воспитанников площадки, состоящей из 2 волков, бурого медведя, 3 барсуков, 6 уссурийских енотов и 6 лисиц, П. А. Мантейфель отмечал: «Напрасно любители сильных ощущений часами простаивали у поляны, ожидая, не начнется ли всеобщая потасовка. Разноплеменные обитатели поляны ни разу не переходили на военное положение. Порядок в этом необычном сообществе объяснялся тем, что звери с раннего возраста привыкли друг к другу и у каждого из них выработался рефлекс, не допускавший враждебных действий».

Белый медвежонок Фомка с кинооператорами на площадке молодняка. 1939

В феврале 1939 года Чаплина рассказывала в одной из своих газетных публикаций о судьбе прошлогодних обитателей площадки молодняка: в помещении для хищников «…в специально расширенной клетке находится группа зверей: молодые львы, собаки динго и медвежонок… Ловкие, резвые динго всегда впереди. Внезапно нападая или отскакивая, набрасываются они на молодого льва, который, добродушно отмахиваясь, старается уйти от слишком надоедливых собак…». В октябре директор зоопарка сообщил о развитии ситуации в этой группе животных: «…Львица Кинули и собака Пери находятся в львятнике, там же помещены в одной клетке два подросших льва с собаками динго. Это друзья по площадке молодняка. В прошлом году они вместе воспитывались там. Пятого друга — медведя — пришлось отсадить, так как он очень надоедал одному льву — сосал у него ухо. Лев доходил почти до „нервных припадков“, убегая от надоедавшего приятеля, но тот всюду следовал за ним и, зажмурив глаза, принимался за ухо…».
Площадка молодняка с первого же сезона пользовалась у посетителей «всеобщим успехом» и вскоре стала местом регулярного проведения киносъёмок. В связи с этим площадку оборудовали различными приспособлениями для кинооператоров и устроили специальные клетки, упрощающие им съёмки животных.

## Площадка молодняка в послевоенные годы
Спустя месяц после начала Великой Отечественной войны, в ночь с 22 на 23 июля 1941 года, Московский зоопарк подвергся первой бомбардировке. Вскоре после этого Новую территорию зоопарка, а вместе с ней и площадку молодняка, закрыли для посещения. В 1943 году площадка вновь была открыта, но уже на Старой территории. При этом значительно сократились её размеры и количество совместно размещаемых животных. Она перестала быть зелёной, но даже в таком виде неизменно пользовалась успехом у публики.

«Ежегодно, как только стает снег и пригреет солнце, на площадку переселяют медвежат, волчат, уссурийских енотиков, лисят, щенков австралийских собак динго. Это обязательные обитатели площадки. Иногда к ним присоединяют львят, тигрят, поросят, козлят и других животных. Вся эта разношерстная компания мирно уживается на площадке… Непрерывная возня, игры и забавы, соревнования в беге, силе, ловкости привлекают к площадке не только юных посетителей Зоопарка, но и взрослых, иногда часами наблюдающих шумную жизнь молодняка»— На «Площадке молодняка» // Московский зоопарк: путеводитель (1952).

«Особый интерес вызывает всегда так называемая Площадка молодняка. Каждый посетитель зоопарка, в особенности дети, подолгу задерживается перед большой площадкой, где дружно и весело живут самые разнообразные зверята. Среди них есть и хищники, и представители других отрядов млекопитающих. Здесь можно видеть лисят и енотовидных собак, бурых и белых медвежат, тигрят и многих других. На площадке был поставлен интересный опыт содержания вместе львят, динго и обезьян резусов. Потом они в течение нескольких лет жили вместе»— Туров С. Млекопитающие // Московский зоопарк (1961).
В 1950-х и в начале 1970-х площадку дважды перестраивали, в результате до минимума сократив место для совместных прогулок молодняка. Последняя из этих реконструкций придала окружённой бетонной стеной площадке весьма мрачный вид. Площадка молодняка обеднела зверями и все меньше привлекала внимание публики, хотя в 1974 году директор зоопарка И. П. Сосновский ещё писал о ней как о «веселой площадке»: «Веселая и занимательная, она ежегодно создается не только для развлечения. Собирая на ней самых разнообразных животных в молодом возрасте, воспитывая их в хороших условиях, мы добиваемся выращивания крепкого, закаленного и здорового пополнения для своих основных коллекций животных. Кроме того, на площадке изучаются поведение малышей, их рост и развитие. Совместное содержание хищников, копытных и других животных, которые всегда ухожены, а главное, сыты, наглядно показывает, что с изменением условий жизни изменяется и поведение. У хищников как бы затормаживается инстинкт нападения на добычу. Нет, например, необходимости волчонку бросаться на козленка, голод его не мучает, не пробуждает кровожадности… Кроме того, веселая площадка имеет и большое воспитательное значение. Десятки тысяч ребятишек, наблюдающих за питомцами площадки, проникаются к ним любовью, у них развиваются благородные чувства гуманного отношения к четвероногим друзьям».

## Ликвидация площадки и её критика
В конце 1970-х, при новом директоре Московского зоопарка В. В. Спицыне площадка молодняка была ликвидирована, а в последующие годы в интервью официальных лиц зоопарка нередко можно было услышать критику идеи площадки молодняка, которую даже называли «сталинской концепцией воспитания потомства». В частности, такая позиция была заявлена пресс-секретарем Московского зоопарка Натальей Истратовой в передаче радиостанции «Маяк» «Чем сегодня живёт Московский зоопарк, его планы на будущее» от 10 июня 2013 года: «…Ведущий: — К площадкам молодняка вообще ходят маленькие дети. Н. Истратова: — Площадки молодняка уже, слава богу, нет, потому что площадка молодняка… Ведущий: — Жалко. Н. Истратова: — Нет, не жалко. Это очень хорошо, потому что на площадке молодняка, когда пытались вместе содержать детенышей разных видов, нарушалось их поведение. И эти животные в дальнейшем были неспособны к размножению, в общем, не могли нормально жить. Площадки молодняка сейчас не существует, хотя, действительно, это было очень привлекательно. И кроме того, площадка молодняка — это ведь отъем детенышей у матерей, это такая сталинская концепция воспитания потомства. Сейчас её нет. Сейчас мы стараемся всех детенышей оставить с матерью. И это нормальное воспитание, нормальное формирование поведения. Но, конечно, бывают случаи, мы все-таки зоопарк, бывают случаи, они и в природе, кстати, бывают, когда мать не способна по тем или иным причинам выращивать своего детеныша. Тогда мы его забираем и выращиваем отдельно…».

## Площадки молодняка в других зоопарках
Опыт совместного воспитания детёнышей разных видов животных на площадке молодняка Московского зоопарка послужил примером для многих зоопарков. В 1940-е годы площадка молодняка была организована в Ленинградском зоосаде, а позднее аналогичные площадки создавались в Свердловском, Челябинском, Пермском, Алма-Атинском, Рижском, Бухарестском и других зоопарках.

## Площадка молодняка в художественной литературе

Иллюстрация Дмитрия Горлова к рассказу Веры Чаплиной «Малыши в зоопарке» («Мурзилка» № 2 за 1953 г.)

- Чаплина В. В. Малыши с зелёной площадки. М., Детгиз, 1935; рисунки Д. В. Горлова.
- Чаплина В. В. Малыши на площадке // «Мурзилка». 1935, № 8. С. 16—17; фотографии Э. Н. Евзерихина.
- Чаплина В. В. Копуша // газета «Пионер Востока» (Ташкент) от 9 февраля 1936 г.
- Чаплина В. В. Медвежонок Рычик и его товарищи. Детгиз, М., 1936; рисунки Д. В. Горлова.
- Чаплина В. В. Малыши зоопарка. Издательство Московского зоопарка, 1945; рисунки А. Н. Комарова.
- Чаплина В. В. Тапочка. Издательство Московского зоопарка, 1946; фотографии.
- Чаплина В. В. Рычик и Ласка. М., 1947; рисунки Д. В. Горлова.
- Чаплина В. В. Малыши в зоопарке // «Мурзилка». 1953, № 2. С. 17—19; рисунки Д. В. Горлова.
- Чаплина В. В. Вместо предисловия / Питомцы зоопарка. М., 1955.
- Чаплина В. В. Шалун и плакса. Детгиз, М., 1957; фотографии А. П. Анжанова
- Чаплина В. В. Варежка; Сиротка / Малыши в зоопарке. «Малыш», М., 1982; рисунки А. Волкова.
- Шкляр Н. Г. Повесть о зоопарке. Люди. Дела. Достижения. М., Детгиз, 1935. С. 187—193; рисунки А. Н. Комарова.
- Мантейфель П. А. Дружба зверей / Рассказы натуралиста. М.—Л., Детгиз, 1937. С. 32—33; рисунки А. Н. Комарова.
- Баруздин С. А. Как Снежок в Индию попал / Твои друзья — мои товарищи. Стихи, рассказы, повести. «Детская литература», М., 1967.

## Фильмография
- Игровой короткометражный фильм «Похождения медвежонка». 1936. Производство киностудии «Рот-Фронт»; режиссёр Т. Арусинская, сценарист В. Чаплина, оператор Г. Рейсгоф, композитор М. Раухвергер (сюжет: юные натуралисты Московского зоопарка обнаруживают, что медвежонок Тяпа, открыв дверь клетки, исчез с площадки молодняка; после многих приключений беглеца удалось найти…).
- Документальный киносборник «СССР на экране» № 8, 1937 (1 часть, на французском языке, ч/б, немой). РГАКФ: уч. № 3476 (…8-й сюжет: Московский зоопарк: дети у площадки молодняка).
- Документальный киносборник «СССР на экране» № 5, [вторая половина 1930-х] (1 часть, ч/б, звуковой). РГАКФ: уч. № 32955 (…2-й сюжет: Московский зоопарк: Медвежата белые и бурые, волчонок, козлёнок — на площадке молодняка).
- Документальный киносборник «Звездочка» № 2, 1938 (1 часть, ч/б, звуковой). Производство: Московская студия Союзкиножурнал. Режиссёр: М. Верейкис, операторы: Н. Лыткин, И. Самгин. РГАКФ: уч. № 13540 (…один из сюжетов: Московский зоопарк: львята на детской площадке).
- Научно-популярный фильм «Исследование инстинктов у хищников и млекопитающих» (в 2-х частях, на немецком языке, ч/б, звуковой). 1939. Производство киностудии «Мостехфильм», режиссёр Б. Павлов, научный консультант В. Чаплина, оператор Г. Трояновский. РГАКФ: уч. № 32962 (…один из сюжетов: Московский зоопарк: животные играют на площадке молодняка, в их числе: бурые и белые медвежата, кошки, собаки, козлята, волчата, тигрёнок, львята).
- Документальный фильм «В Московском зоопарке» (в 2-х частях). 1951. Режиссёр Т. Лаврова, операторы: А. Левитан, С. Уралов. РГАКФ: уч. № 7892 (…один из сюжетов: площадка молодняка).
- Документальный сборник «Новости дня» № 20, апрель 1953 (1 часть, ч/б, звуковой). Производство ЦСДФ, режиссёр Л. Дербышева. РГАКФ: уч. № 15068. (…4-й сюжет: улицы и скверы Москвы, площадка молодняка в зоопарке).
- Документальный фильм «Приключение двух медвежат» (в 2-х частях). 1959. Производство ЦСДФ, режиссёр И. Венжер, оператор В. Копалин. РГАКФ: уч. № 15449 (…заключительный сюжет: медвежата на площадке молодняка Московского зоопарка).
- Документальный фильм «По зоопарку». 1961. Автор Р. Котс, оператор А. П. Анжанов (два сюжета фильма посвящены воспитанникам площадки молодняка — чёрному, бурому и белому медведям, а также льву Чандру и собаке Тобику).
- Документальный фильм «Праздник труда и мира», 1963 (2 части, цветной, звуковой). Производство ЦСДФ, режиссёр И. Сеткина, операторы: А. Хавчин, В. Ходяков. РГАКФ: уч. № 18740 (…один из сюжетов: Московский зоопарк, медвежонок на площадке молодняка).
- Документальный киносборник «Новости дня» № 21, 1964 (1 часть, ч/б, звуковой). Производство ЦСДФ, режиссёр А. Рыбакова. РГАКФ: уч. № 20802 (…5-й сюжет: Московский зоопарк. Площадка молодняка. Играют медвежата, щенки, лисёнок и другие звери. Публика у барьера).
- Документальный киносборник «Новости дня» (1 часть). 1964, № 37. Производство ЦСДФ, режиссёр Б. Небылицкий. РГАКФ: уч. № 20818 (…один из сюжетов: Московский зоопарк, площадка молодняка)